# Aquile tonanti
Aquile tonanti (Thunderbirds) è un film del 1952 diretto da John H. Auer.
È un film di guerra statunitense a sfondo drammatico e romantico con John Derek, John Drew Barrymore e Mona Freeman. È ambientato durante la seconda guerra mondiale.

## Produzione
Il film, diretto da John H. Auer su una sceneggiatura di Mary C. McCall Jr. con il soggetto di Kenneth Gamet, fu prodotto dallo stesso Auer per la Republic Pictures.

## Colonna sonora
- America, the Beautiful - musica di Samuel A. Ward
- Battle Hymn of the Republic - musica di William Steffe

## Distribuzione
Il film fu distribuito con il titolo Thunderbirds negli Stati Uniti dal 27 novembre 1952 (première a Washington il 20 novembre 1952) al cinema dalla Republic Pictures.
Altre distribuzioni:
- in Finlandia il 27 febbraio 1953 (Myrskylinnut hyökkäävät)
- in Australia il 4 aprile 1953
- in Francia il 31 luglio 1953 (Les diables de l'Oklahoma)
- in Giappone il 29 agosto 1953
- in Portogallo il 25 giugno 1954 (Divisão Heróica)
- in Svezia il 30 agosto 1954 (Operation Stormfågel)
- in Danimarca il 18 aprile 1955
- in Germania Ovest il 16 dicembre 1960 (Feuertaufe Invasion)
- in Belgio (Les diables de l'Oklahoma e De donderduivels)
- in Cile (La señal del águila)
- in Grecia (Sti thyella ton pathon)
- in Italia (Aquile tonanti)

## Critica
Secondo il Morandini è "un film di guerra decisamente mediocre, inzeppato di materiale di repertorio".

## Promozione
Le tagline sono:
- "From the Girls They Left Behind...To the Beaches of Salerno! THESE ARE THE KIDS WHO WON A MAN-SIZE WAR!".
- "The Fighting Thunderbirds,,,AND THE GALS WHO LOVE 'EM!".
- "THESE ARE THE KIDS WHO WON A MAN-SIZED WAR AND WERE NEVER LONELY, WHEREVER THEY WERE!".
- "They had nothing to lose but their lives...and they knew it!".